# Wagon do przewozu samochodów

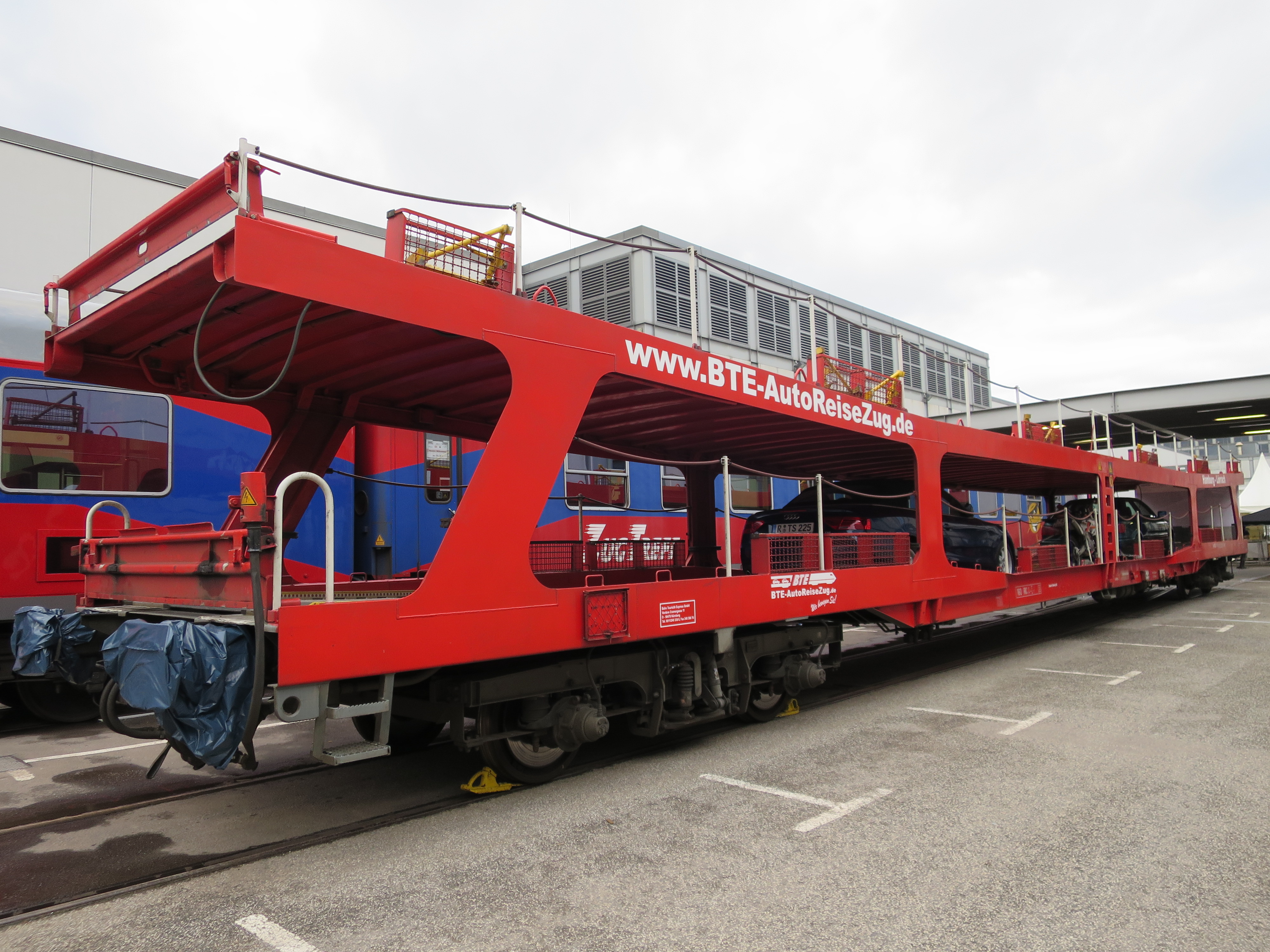
Wagon do przewozu samochodów

Wagon do przewozu samochodów – pojazd nietrakcyjny, przeznaczony do przewozu samochodów osobowych należących do pasażerów, lecz bez pasażerów i który jest przewidziany do włączenia do pociągu pasażerskiego.